# LitRPG
LitRPG, Literary Role Playing Game (Litterärt rollspelande) är en rollspelsgenre.. Genren kombinerar rollspel med science fiction och fantasy. Spel eller spel-liknande utmaningar är en väsentlig del av berättelsen och synliga rollspelsstatistik (till exempel styrka, intelligens, skada, hälsa) är en del av läsarens upplevelse. En eller flera karaktärer förstår också att de spelar ett spel, eller befinner sig i en spelvärld.

## Historia i Sverige
I Sverige är LitRPG-genren inte ännu vedertagen, men det finns en svensk författare som har skrivit en bok som passar in i genren. Det är Örjan Person som utkom med boken "The Great World Game" 1998, med förläggare Rabén & Sjögren. 

## Exempel på svenska
- The Great World Game av Örjan Persson
- NPC Upproret av Pontus Jakobsson